# Colpochila crepera
Colpochila crepera är en skalbaggsart som beskrevs av Britton 1986. Colpochila crepera ingår i släktet Colpochila och familjen Melolonthidae. Inga underarter finns listade i Catalogue of Life.